# براندنبرغ
براندنبرغ (بالألمانية: Brandenberg) هي بلدية في منطقة كوفشتاين بولاية تيرول، النمسا.